# Enamillus basalis
Enamillus basalis är en skalbaggsart som beskrevs av Blackburn 1907. Enamillus basalis ingår i släktet Enamillus och familjen Melolonthidae. Inga underarter finns listade i Catalogue of Life.